# Birger Jarlspassagen

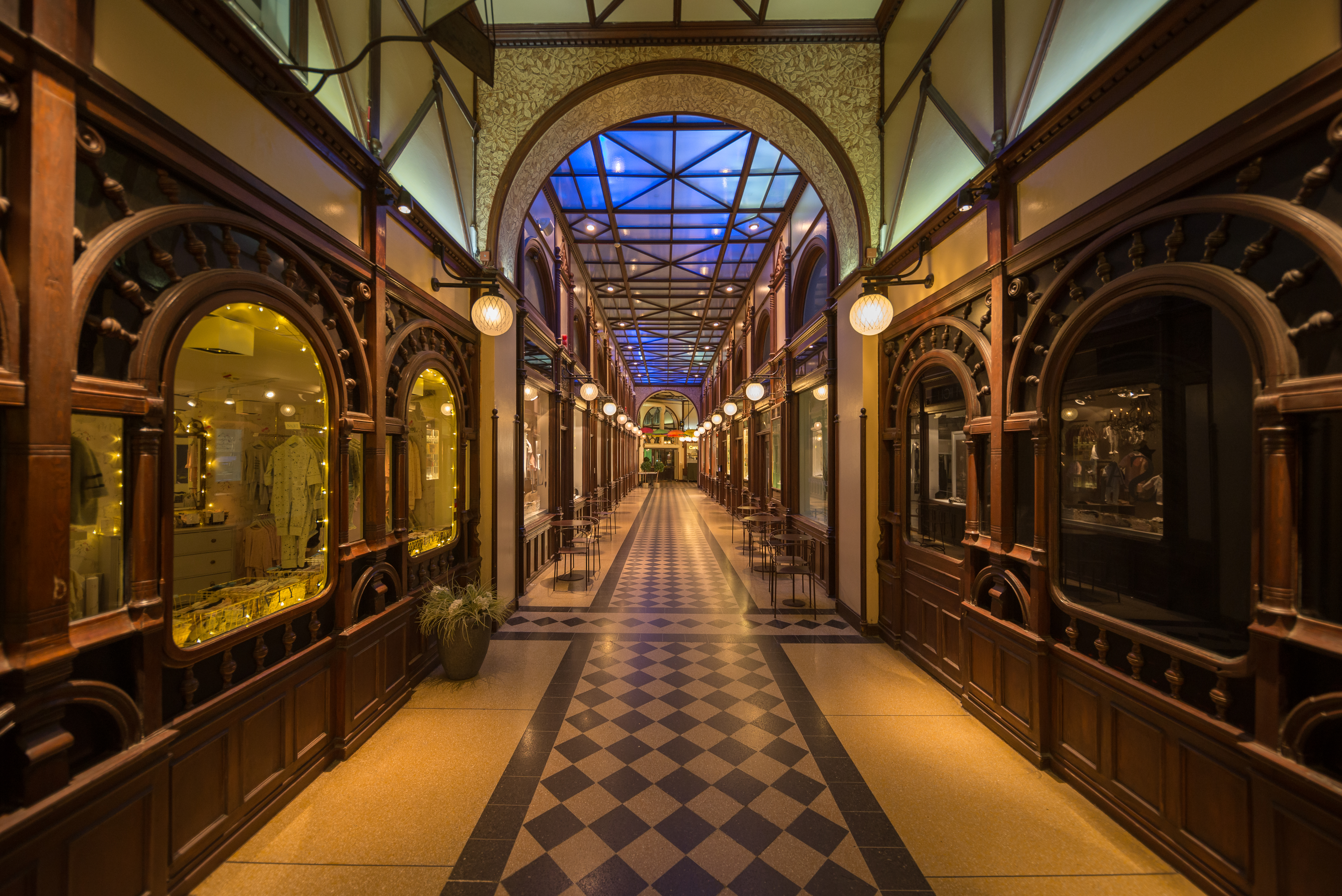
Birger Jarlspassagen vy från Birger Jarlsgatan, december 2016.

Birger Jarlspassagen  (tidigare Birger Jarls passage) är Stockholms minsta och äldsta galleria som sträcker sig i kvarteret Rännilen diagonalt från Smålandsgatan 10 till Birger Jarlsgatan 9. Passagen invigdes 1897 av kung Oscar II.

## Historik

### Huset
Tomten (dåvarande Rännilen 7) hade förvärvats 1891 av byggmästaren Johan Sjöqvist. Här skulle han uppföra ett påkostat affärshus efter ritningar av arkitekt Ludvig Peterson. Huset fick en hög bottenvåning och fyra våningsplan däröver samt en hög vindsvåning med brant takfall. Huvudfasaden orienterades mot Birger Jarlsgatan 9 och en liknande, men något smalare och lägre fasad, mot Smålandsgatan 10. Rundbågsmotivet för bottenvåningens höga butiksfönster och portaler inspirerades av Henry Hobson Richardsons arkitektur. Fasaderna mot Birger Jarlsgatan och Smålandsgatan kläddes med roslagssandsten. Mot  Birger Jarlsgatan accentuerades fasaden av ett utpräglat mittenparti med balkong. Mot Smålandsgatan dominerar den stora entréportalen till Birger Jarlspassagen. 
I sitt nya hus planerade Sjöqvist en inköpspassage som skulle sträcka sig diagonalt inom byggnadens bottenvåning mellan Smålandsgatan och Birger Jarlsgatan. Mot kvarterets yttre hörn (dåvarande Rännilen 6) fanns sedan 1887 ett nyuppfört kontorshus kallat Birger Jarls basar, ritat av arkitekt Ernst Haegglund och byggt av Johan Sjöqvist.

### Exteriörbilder

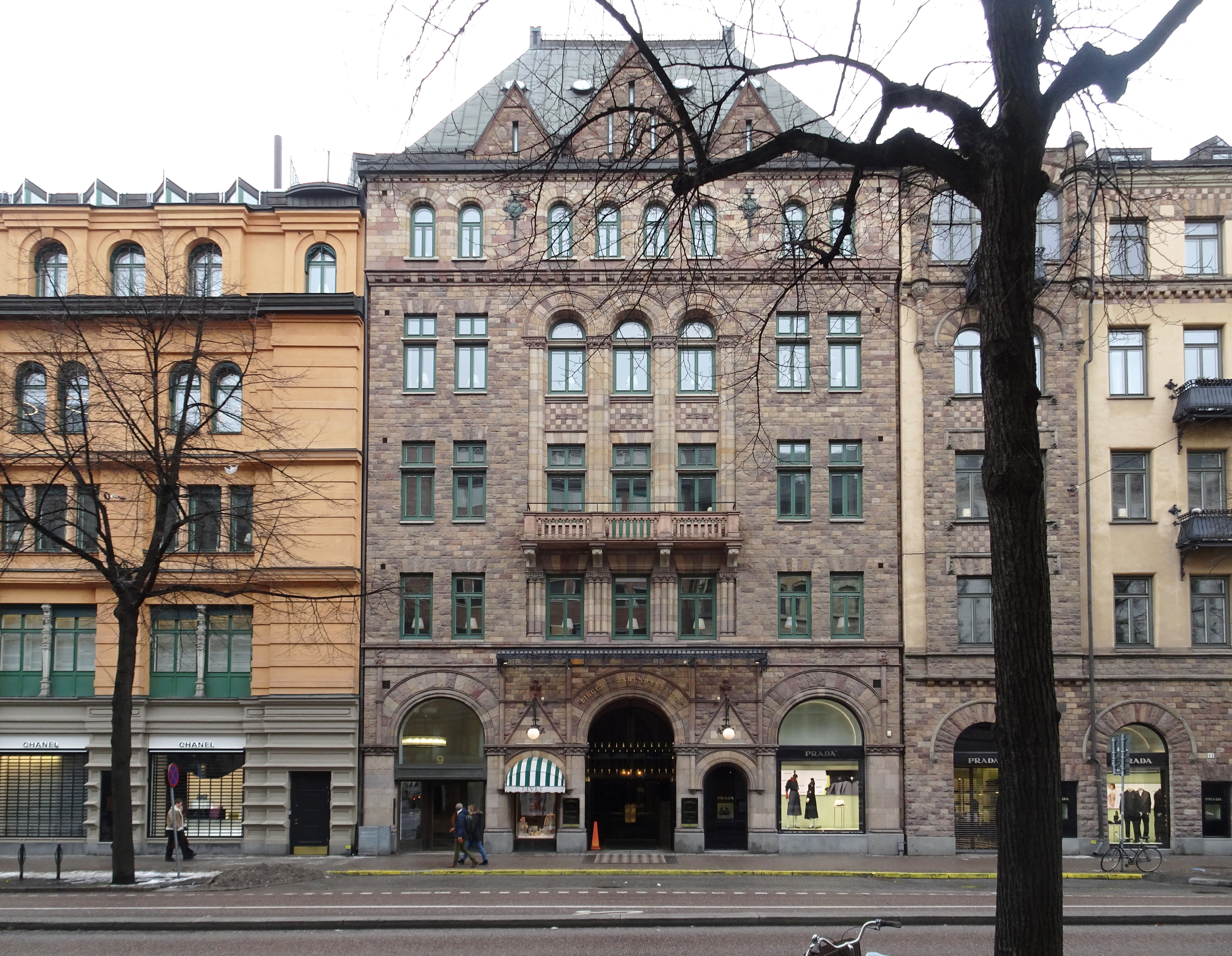
Fasad mot Birger Jarlsgatan.
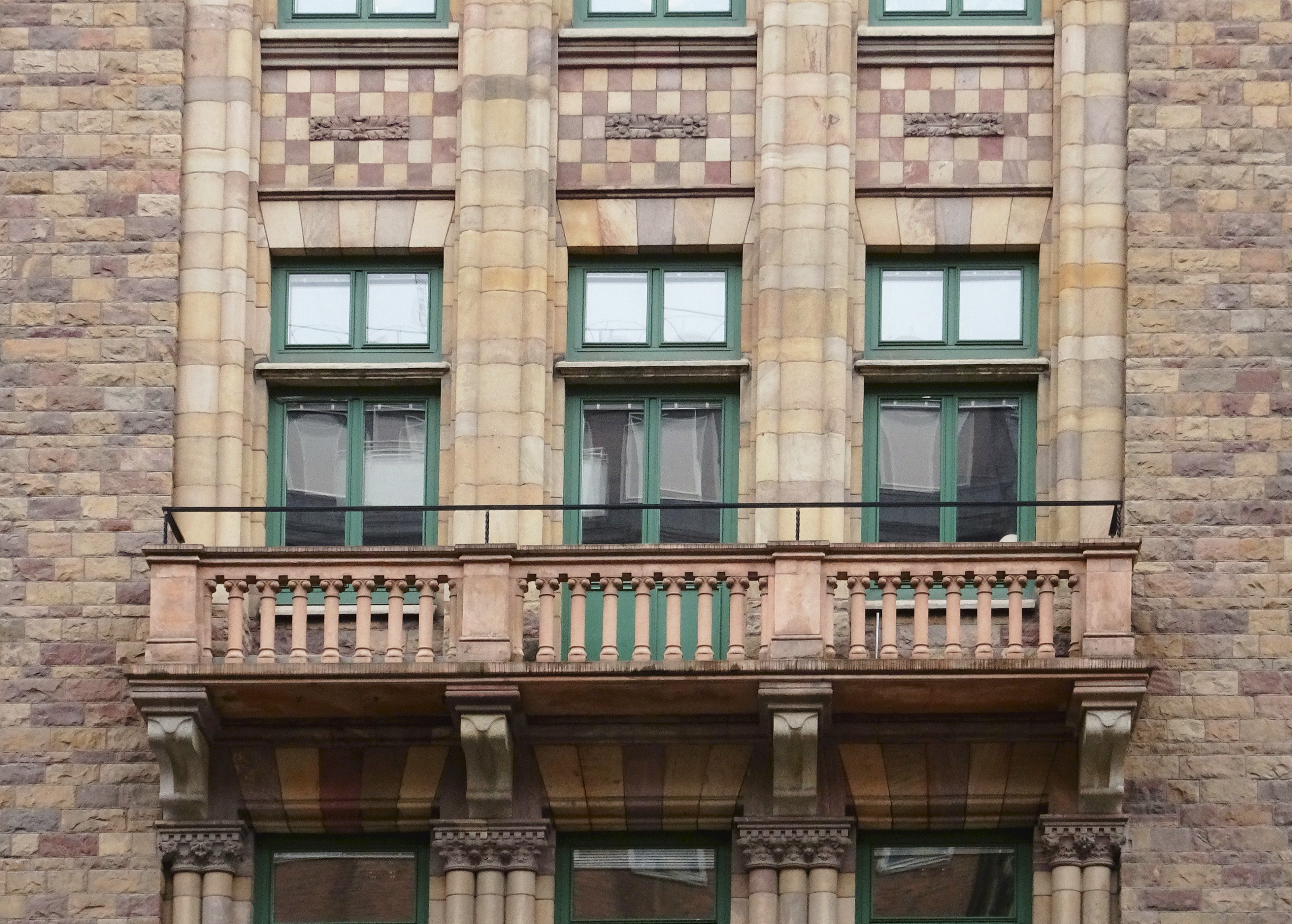
Fasaddetalj mot Birger Jarlsgatan.
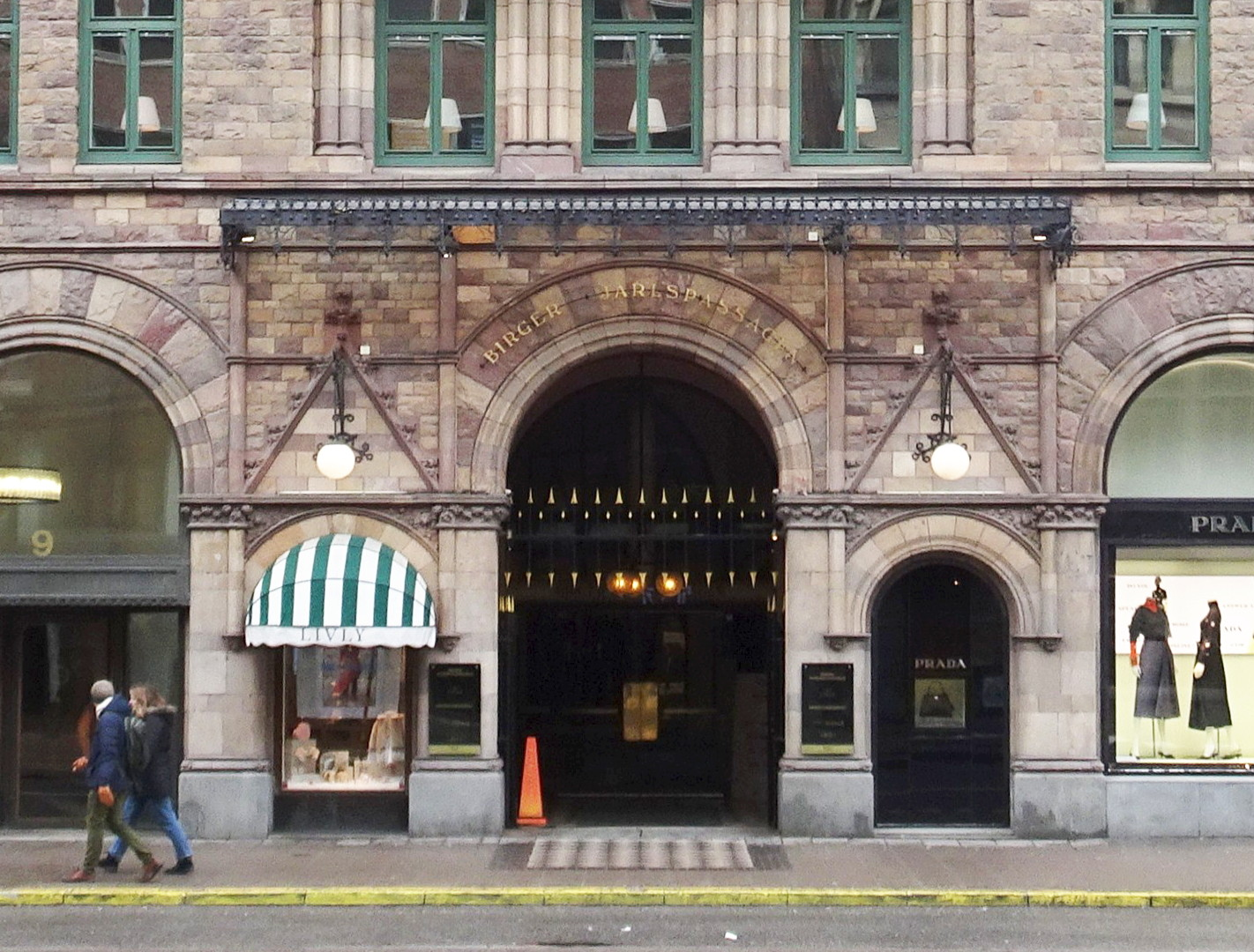
Entrén till passagen från Birger Jarlsgatan.
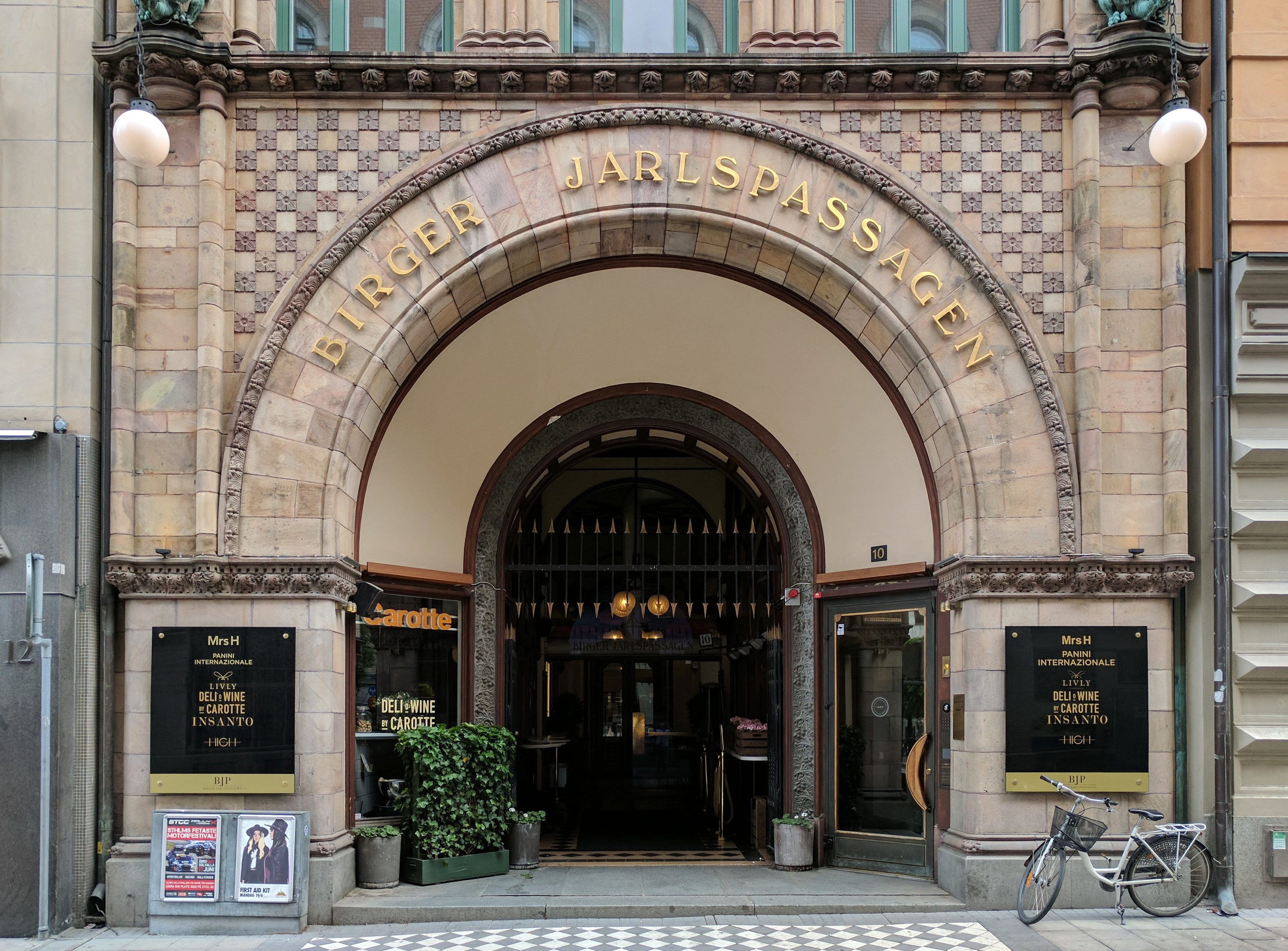
Entrén till passagen från Smålandsgatan.

### Förebilden
| Kaisergalerie i Berlin 1900 (t.v.) och Birger Jarlspassagen 1896. |  | Kaisergalerie i Berlin 1900 (t.v.) och Birger Jarlspassagen 1896. |
| Kaisergalerie i Berlin 1900 (t.v.) och Birger Jarlspassagen 1896. |  |                                                                   |

Den inomhuspassagen som Sjöqvist hade tänkt sig var något nytt i Sverige och så tog han med sig sin arkitekt, Ludvig Peterson, till Berlin för att närmare se på Kaiserpassage / Kaisergalerie (även kallad Lindenpassage) vid stadens paradgata Unter den Linden. Kaisergalerie invigdes 1873 i samband med kejsare Vilhelm I:s 76-årsdag. 
Det fanns visserligen liknande anläggningar även i andra europeiska städer, bland annat i Paris och Brüssel men den i Berlin var den mest berömda och motsvarade mest byggherrens föreställningar. Den cirka 40 meter långa Birger Jarlspassagen blev dock betydligt kortare och mindre än sin förebild i Berlin som hade en längd av 130 meter, en höjd av tre våningar och ett 60-tal butiker, kaféer och restauranger samt attraktioner som kabaré och vaxkabinett. Kaisergalerie förstördes 1943 under andra världskriget genom flygbombningar.

### Passagen i Stockholm

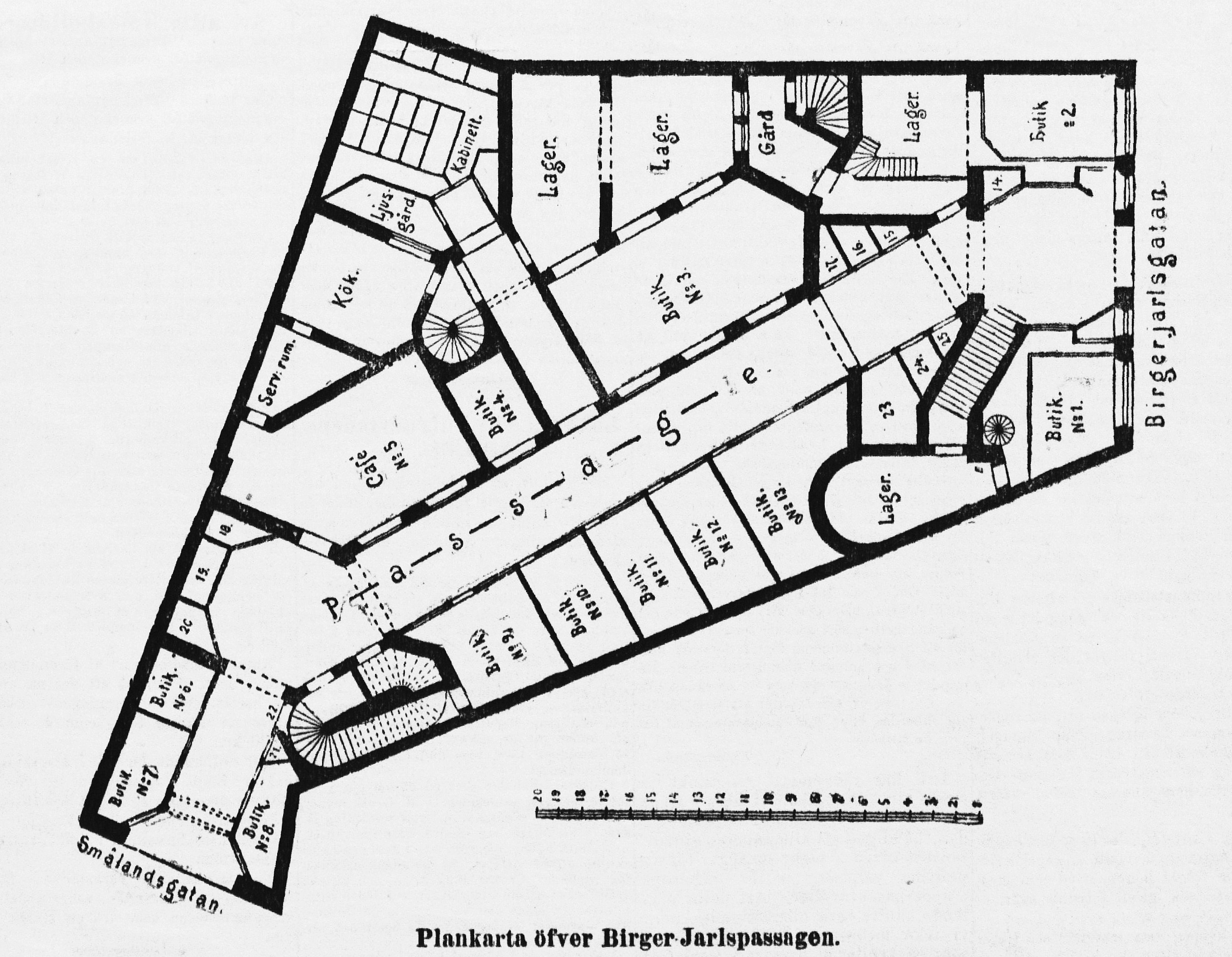
Passagen planritning, 1897.

Birger Jarlspassagen började byggas 1894 och färdigställdes 1896 men invigdes först året därpå av kung Oscar II i samband med Allmänna konst- och industriutställningen. Det fanns 13 butiker och ett kafé, kallat Café Passage beläget strax innanför entrén från Smålandsgatan. Hyresgästerna handplockades av Sjöqvist som var mån om stor elegans och hög kvalité. Peterson fick i uppdrag att rita inredning och möblemanget. 
Själva passagegången sträcker sig under bakgården och fick dagsljus genom ett glastak, så är det fortfarande idag. Till anläggningen hörde även ett ”kabinett”, en offentlig toalett för damer och herrar. Här var väggar klädda i marmor och dörrar tillverkade av finpolerad mahogny. Den eleganta interiören med mörka, rikt dekorerade träpaneler är fortfarande väl bevarad. Såväl fastigheten som passagen är blåmärkt av Stadsmuseet i Stockholm vilket innebär att den representerar "synnerligen höga kulturhistoriska värden".
År 1905 öppnades i kaféets lokaler Biograf Varieté av handlanden Gustaf Adolf Dacker. Redan 1908 bytte man namn till "Maxim" som visade film ända fram till 1963. År 1966 öppnade klädesbutiken Gul & Blå med en stor succé som följd. Passagen har renoverats och rustats upp åren 2003–2004. Den, liksom hela fastigheten Rännilen 18, ägs av fastighetsbolaget Hufvudstaden.

### Passagen

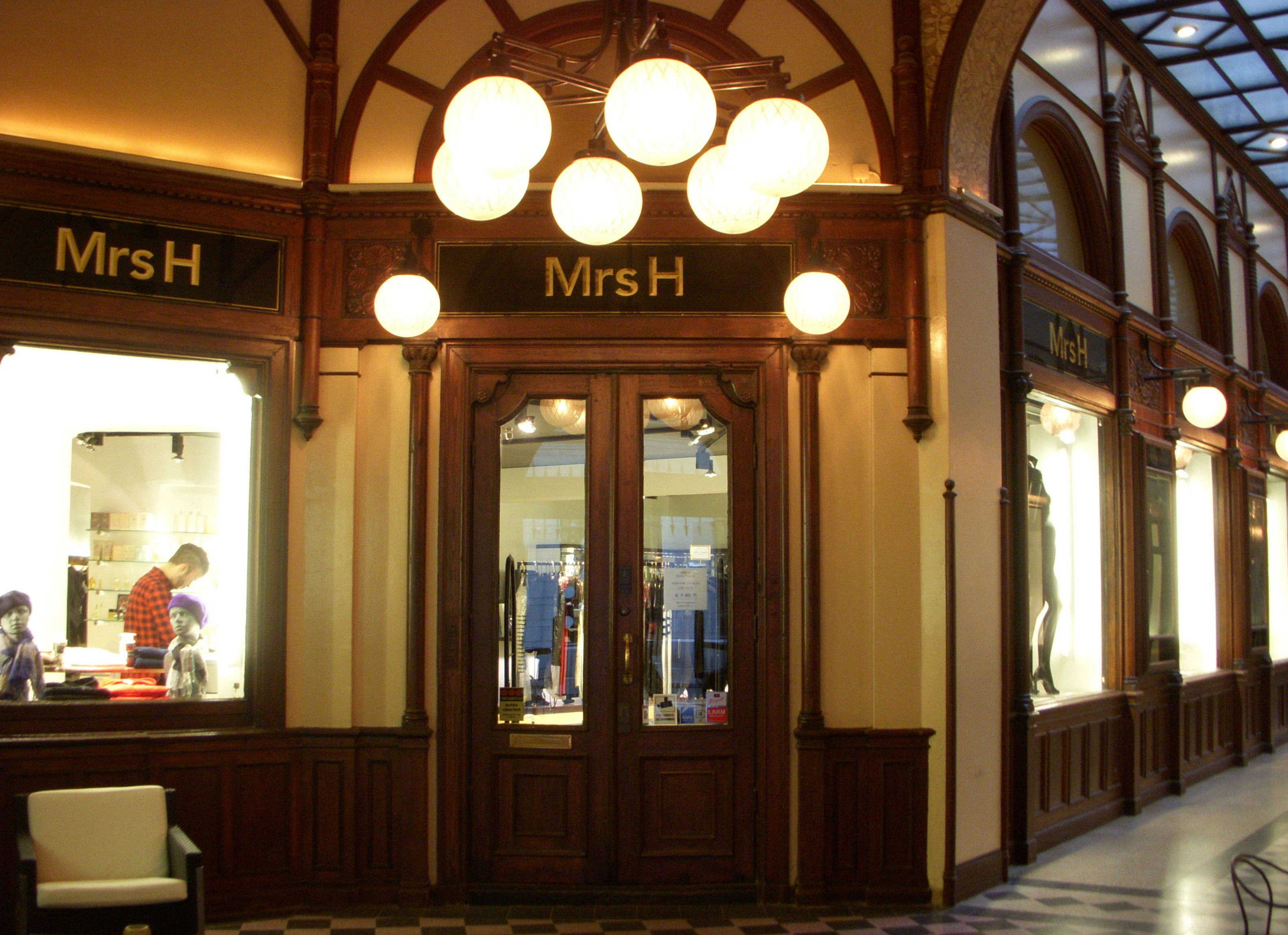
Maxims tidigare entré, 2008.
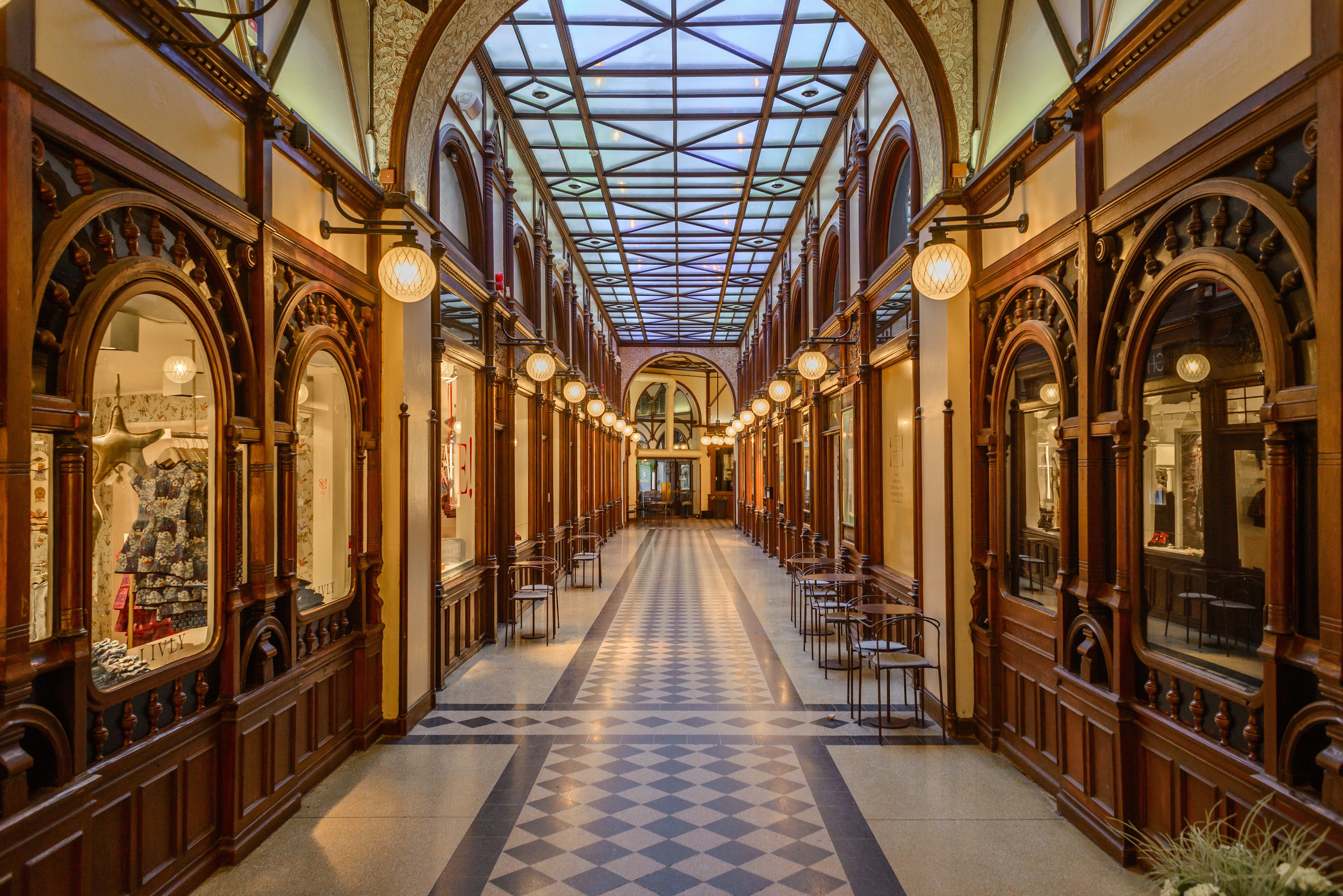
Vy mot Birger Jarlsgatan, 2017.
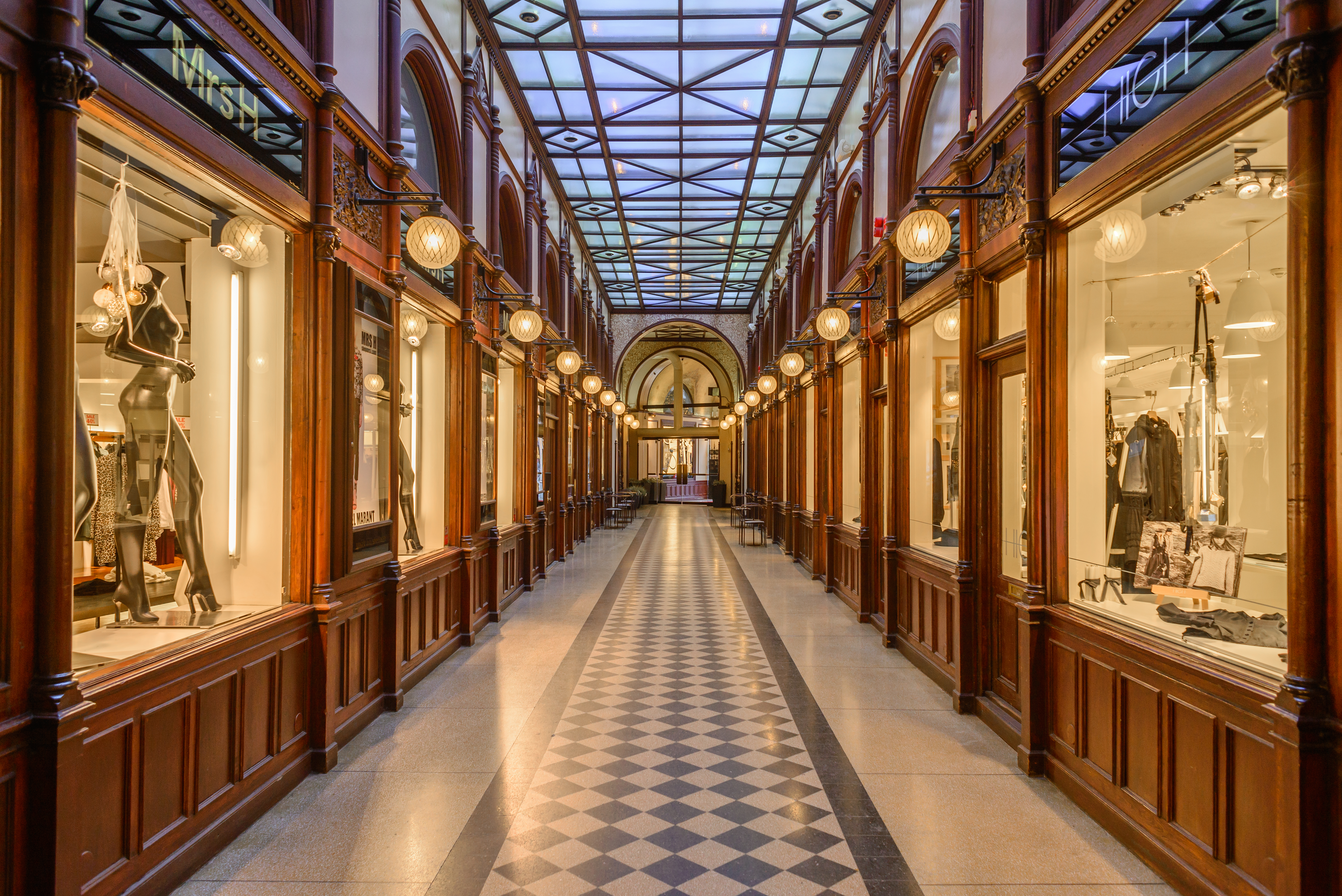
Vy mot Smålandsgatan, 2017.
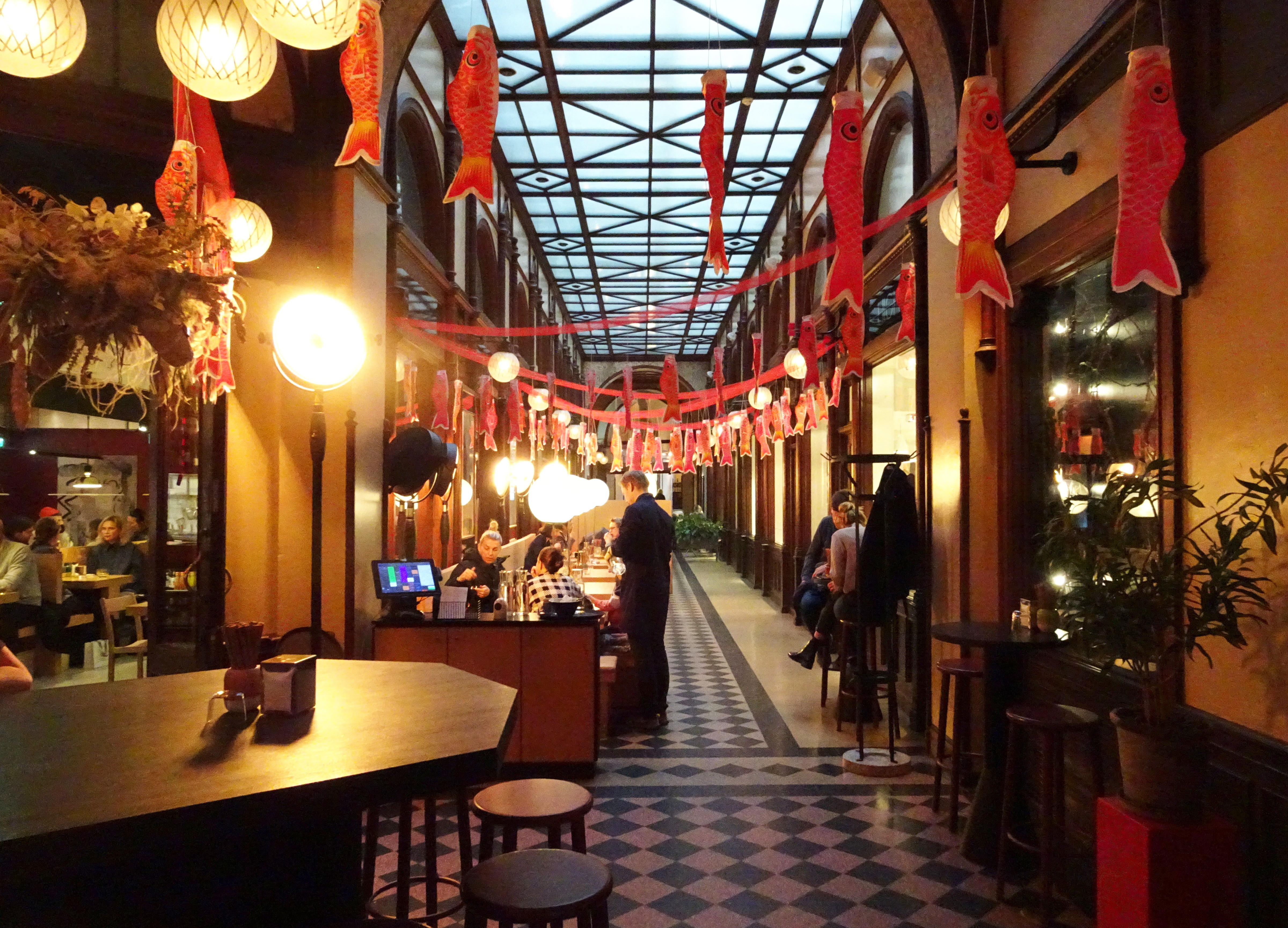
Vy mot Birger Jarlsgatan med  restaurangen Misshumasshu, 2019.